# Torrfisk
Torrfisk eller torkad fisk, också stockfisk, är osaltad fisk som torkas naturligt av sol och vind på torkställningar (stockar). Att torka mat är den äldsta kända konserveringsmetoden och torkad fisk håller i flera år. Metoden är även billig vilket betyder att arbetet kan utföras av fiskaren själv vilket gör att fisken enklare transporteras till marknaden.
Torkning av fisk är i Norge en gammal tradition. Ordet torsk kommer från det gammalnorska turskr som betyder torrfisk.
För att torka fisk är det lämpligt att använda en relativt mager fisksort. Feta fiskar är mindre lämpliga, eftersom de svettas tran. Torsk är således den mest använda fisken när man producerar torrfisk. Andra fiskarter som används är till exempel gråsej, kolja, lubb och långa som dock används i mindre utsträckning. Under århundradena utvecklades i Norge flera sorters torkad fisk, till exempel boknafisk (osaltad) och klippfisk (saltad). De är båda torkade men klippfisken är dessutom pressad. Produktionen av torrfisk är enbart baserad på sol- och vindtorkning. (Skillnaderna mellan klippfisk och torrfisk är så stora att det inte går att säga att klippfisk är en variant av torrfisk. Däremot är både klippfisk och torrfisk torkad fisk.)
På medeltiden var salt dyrt. Saltning av fisk blev först vanligt förekommande på 1700-talet då man från Sydeuropa fick tag på billigt salt. Man kan göra lutfisk genom att bearbeta torrfisk eller klippfisk. Torrfisk är vanligt på Island och Norge och under en period med början på 1400-talet var torkad fisk Norges viktigaste exportvara.
Än idag är torrfisken vid sidan om olja, gas och inkomster från handelsflottan en av de viktigaste exportvarorna i Norge.

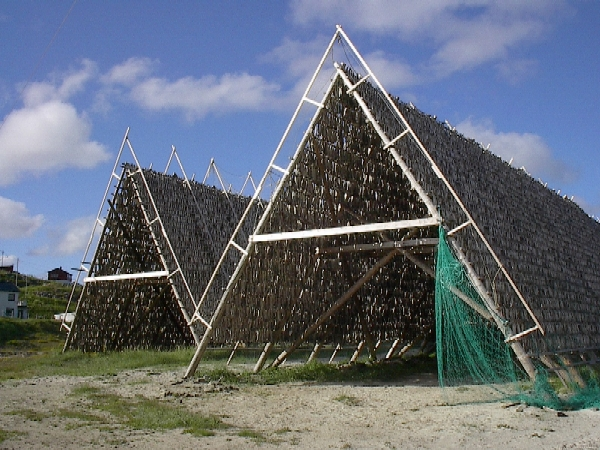
Fiskehydda i Hovden i Bø i Vesterålen. Flera ton torkad fisk produceras i Norge varje år.

## Hantering och användning

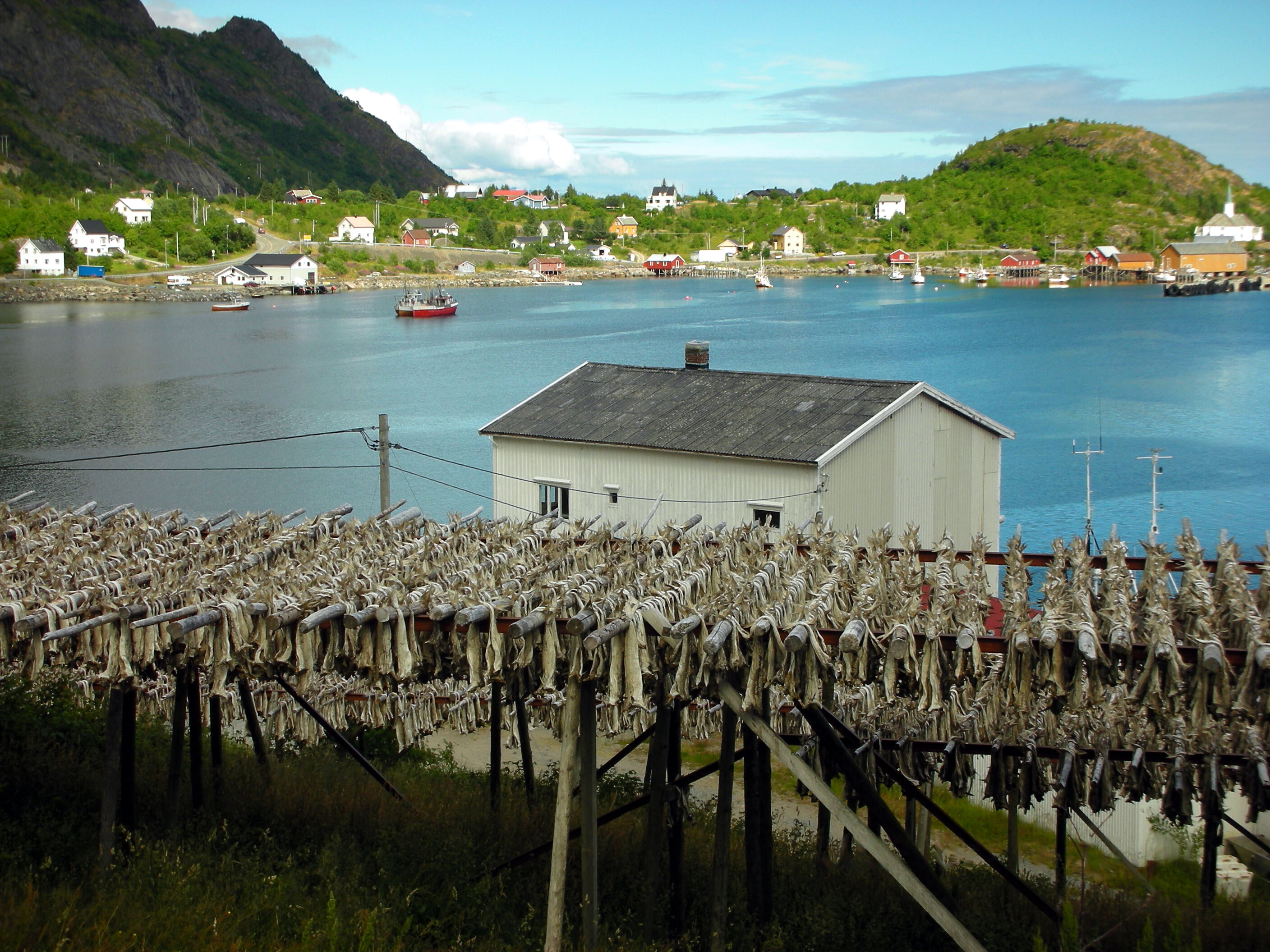
Fisk på tork i Moskenes på Lofoten.

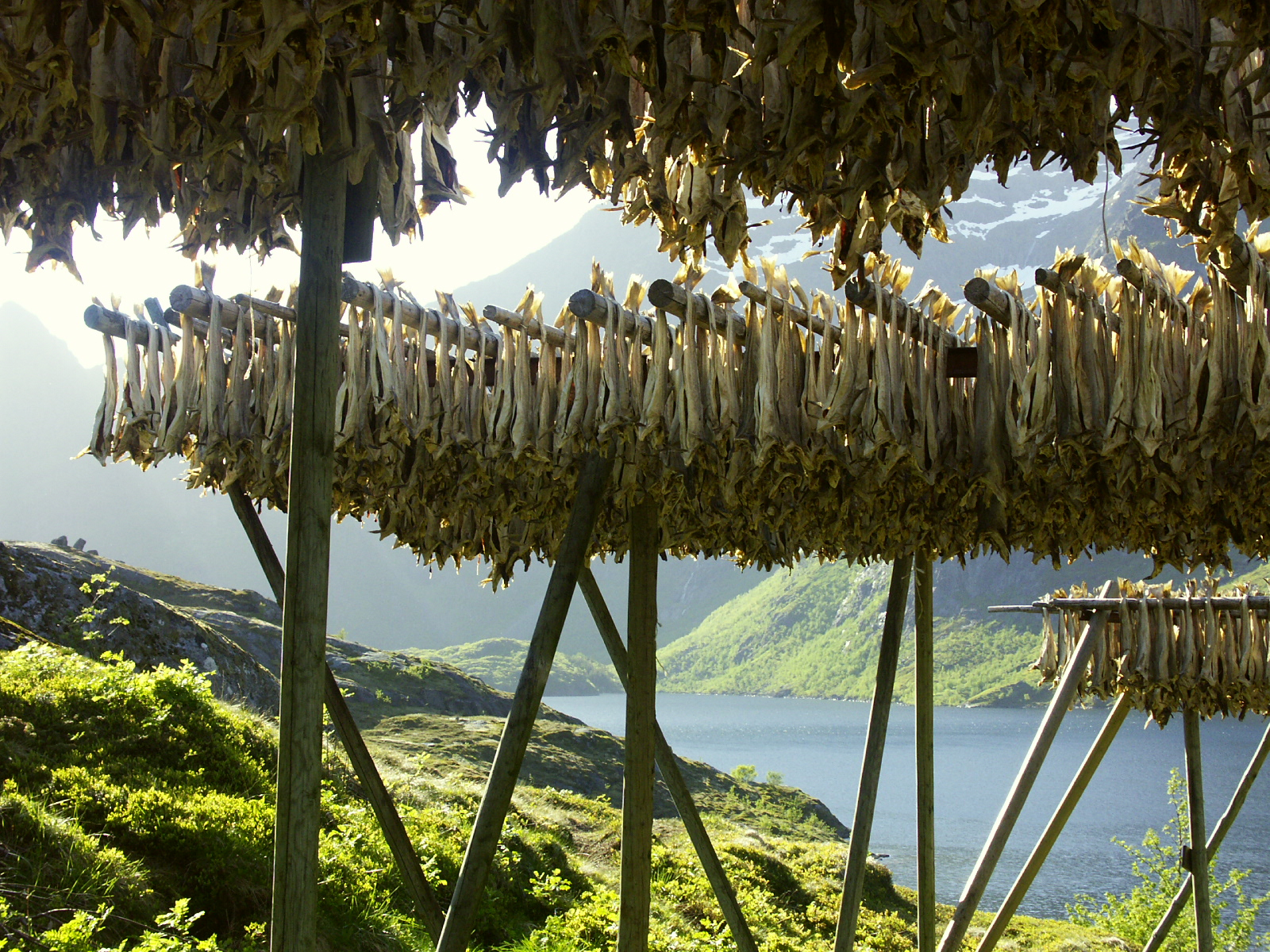
Torkning i Å

Framställningen av torrfisk kan på många sätt liknas vid framställning av konjak, parmaskinka eller en tillmognad ost.
Fisken rensas direkt vid fångstplats på fiskebåt eller fartyget. Efter landning av fångst i hamn avlägsnas huvud och eventuella rester av inälvor avlägsnas och fisken sköljs rikligt med vatten.
Antingen torkas fisken hel till torrfisk eller rundfisk eller så delas den i två delar där ryggbenet tas bort så den bara hänger samman i svansroten. Fisken som framställs av den andra metoden kallas i Norge rotskjær, råskjær eller splittfisk. Fisken hängs upp för torkning medan det fortfarande ligger snö på backen, från februari till maj. Snön skyddar från insekter och bakterier. Temperaturer strax över nollan utan för mycket regn är idealtemperaturer för tillverkning av torrfisk. Blir det för mycket frost försvinner fibrerna i fisken och fisken blir då oätlig. Detta på grund av att fisken frystorkar och gulnar. Ju tidigare i torkningsprocessen fisken utsätts för frost, desto gulare färg får den. <https://www.fhf.no/prosjekter/prosjektbasen/900692/> Klimatet i delar av norra Norge är idealt för tillverkning av torrfisk. Den bästa torrfisken i Norge produceras i Lofoten där torkningsförhållandena är stabilast.
Fisken hänger på tork i cirka tre månader. Därpå hänger den inomhus i en torr och luftig miljö i två till tre månader för att mogna. Efter torkningen återstår nästan bara 30 % av det ursprungliga vattnet i fisken. Den har således inte förlorat andra näringsämnen vilket leder stora mängder protein, b-vitamin, järn och kalcium i fisken.
Efter att man sorterat fisken beroende på kvaliteten blir merparten av torrfisken i Norge exporterad till Italien och Kroatien. I Norge används torrfisken mestadels som tilltugg eller för framställning av lutfisk. I Italien däremot blötläggs fisken och används i många olika maträtter. En anledning till att torrfisk inte används mycket i maträtter i Norge är antagligen på grund av dess långa framställningstid. 	
Fisken måste blötläggas i minst en vecka i en sval miljö, 5 grader eller kallare, och vattnet måste bytas varje dag, innan det kan användas i maträtter.

## Kvalitetssortering
Det finns olika faktorer som kan leda till nedsortering av torrfisken, till exempel märken av fiskeverktyg, fläckar, mögel, frostskador och fågeläten fisk. Torrfisken grovsorteras i tre huvudgrupper; prima, sekunda och tertia. Därefter sorteras den i upp till 30 olika kriterier, bland annat kvalitet på fisken, tjocklek och längd. De hårdaste kriterierna i Norge finns på lofotstorsken.
Norska torrfiskkontrollanter har utvecklat ett eget språk med en rad olika beteckningar på hur fisken är. De bästa fiskarna skall ha rätt färg samt vara utan mögel- och frostskador. Fisken från gruppen prima blir oftast exporterad till Italien.
Utsortering av torrfisk i Norge har en lång historia. År 1444 skrevs en kunglig förordning om offentlig torrfiskssortering. Det är de äldsta kända myndighetsbestämmelserna om kontroll av fisk. Hansan klassificerade torkad torsk i 24 olika kvaliteter. Fisken med bäst kvalitet kallades hollender-rundfisk. Den sämsta kallades utskudd-rundfisk som var rutten i huvudet men annars användbar. Den exporterades inte men såldes till lokalbefolkningen.

## Torrfisk i Sverige
Torkning av fisk har tidigare förekommit vid svenska västkusten i större skala. Tillredning av långa går till på följande sätt: långans ryggrad skärs ut och fisken spjälas ut för att hängas upp på torkställning. Torkad fisk säljs till jul under namnet lutfisk färdig att anrätta, vanligast var det tidigare att man lutade sin fisk själv.